# Pycnopogon nikkoensis
Pycnopogon nikkoensis là một loài ruồi trong họ Asilidae. Pycnopogon nikkoensis được Matsumura miêu tả năm 1916. Loài này phân bố ở vùng Cổ Bắc giới và châu Á.